# Орловське сільське поселення (Великоустюзький район)
Орло́вське сільське поселення (рос. Орловское сельское поселение) — сільське поселення у складі Великоустюзького району Вологодської області Росії.
Адміністративний центр — присілок Чернево.

## Населення
Населення сільського поселення становить 265 осіб (2019; 370 у 2010, 534 у 2002).

## Історія
Орловська сільська рада була утворена 1924 року. 11 лютого 1960 року сільрада була ліквідована, територія приєднана до складу Теплогорської сільради. 23 грудня 1966 року Орловська сільрада була відновлена.
Станом на 2002 рік до складу Орловської сільради входили село Орлово, присілки Бобикіно, Давидовська, Дружково, Істок, Крексеново, Курденьга, Мармугіно, Медвежий Взвоз, Наволок, Нацепино, Нижньоульяновська, Обрадово, Павлово, Павшино, Підор'є, Підсараїця, Піньє, Плесо, Савинка, Сидоровка, Смолинське, Тарасовське, Томашево, Федосово, Чекменьово, Чернево, Шиликово. 2006 року сільрада була перетворена у сільське поселення.
2020 року ліквідовано присілки Підсараїця, Сидоровка, Федосово, Чекменьово.

## Склад
До складу сільського поселення входять:
| Населений пункт             | Населення, осіб (2002) | Населення, осіб (2010) |
| --------------------------- | ---------------------- | ---------------------- |
| Бобикіно, присілок          | 5                      | 1                      |
| Давидовська, присілок       | 0                      | 0                      |
| Дружково, присілок          | 0                      | 0                      |
| Істок, присілок             | 1                      | 0                      |
| Крексеново, присілок        | 0                      | 0                      |
| Курденьга, присілок         | 19                     | 12                     |
| Мармугіно, присілок         | 0                      | 0                      |
| Медвежий Взвоз, присілок    | 7                      | 2                      |
| Наволок, присілок           | 19                     | 8                      |
| Нацепино, присілок          | 0                      | 0                      |
| Нижньоульяновська, присілок | 0                      | 0                      |
| Обрадово, присілок          | 1                      | 1                      |
| Орлово, село                | 11                     | 7                      |
| Павлово, присілок           | 3                      | 6                      |
| Павшино, присілок           | 11                     | 4                      |
| Підбор'є, присілок          | 10                     | 8                      |
| Підсараїця, присілок        | 0                      | 0                      |
| Піньє, присілок             | 0                      | 0                      |
| Плесо, присілок             | 6                      | 5                      |
| Савинське, присілок         | 0                      | 0                      |
| Сидоровка, присілок         | 0                      | 0                      |
| Смолинське, присілок        | 0                      | 0                      |
| Тарасовське, присілок       | 0                      | 0                      |
| Томашево, присілок          | 123                    | 80                     |
| Федосово, присілок          | 0                      | 0                      |
| Чекменьово, присілок        | 0                      | 0                      |
| Чернево, присілок           | 318                    | 236                    |
| Шиликово, присілок          | 0                      | 0                      |